# 中村東 (土浦市)
中村東（なかむらひがし）は、茨城県土浦市の町名。現行行政地名は中村東一丁目から中村東三丁目。郵便番号は300-0850。

## 地理
茨城県土浦市南部に位置する住宅街である。北は中、南は中村南・摩利山新田、東は右籾、西は西根南に接している。

## 歴史

### 町名の変遷
| 実施後       | 実施年月日    | 実施前       |
| ------------ | ------------- | ------------ |
| 中村東一丁目 | 2004年11月8日 | 中、中村東町 |
| 中村東二丁目 | 2004年11月8日 | 中、中村東町 |
| 中村東三丁目 | 2004年11月8日 | 中、中村東町 |

## 世帯数と人口
2017年（平成29年）8月1日現在の世帯数と人口は以下の通りである。
| 丁目         | 世帯数  | 人口    |
| ------------ | ------- | ------- |
| 中村東一丁目 | 117世帯 | 277人   |
| 中村東二丁目 | 198世帯 | 541人   |
| 中村東三丁目 | 76世帯  | 192人   |
| 計           | 391世帯 | 1,010人 |

## 交通

### 道路
- 国道6号

## 施設
- 土浦市営中村住宅
- サンタスワールド - ゲームセンター・カラオケボックス等の複合アミューズメント施設。
- 右籾第5公園
- 中村第10公園

## 小・中学校の学区
市立小・中学校に通う場合、学区は以下の通りとなる。
| 丁目   | 番地 | 小学校     | 中学校                 |
| ------ | ---- | ---------- | ---------------------- |
| 一丁目 | 全域 | 中村小学校 | 土浦市立土浦第三中学校 |
| 二丁目 | 全域 | 中村小学校 | 土浦市立土浦第三中学校 |
| 三丁目 | 全域 | 中村小学校 | 土浦市立土浦第三中学校 |